# Vicente Sánchez Iranzo
Vicente Sánchez Iranzo (n. Utiel, Valencia, Comunidad Valenciana, España, 29 de marzo de 1960 † Valencia, 6 de noviembre de 2001) fue un político y abogado español.

## Vida
Estuvo trabajando como administrativo y al mismo tiempo ejerció de Secretario General de las Juventudes Socialistas del Partido Socialista del País Valenciano (PSPV-PSOE).
También ocupó un escaño como diputado en las Cortes Valencianas, tras salir elegido en las Elecciones Autonómicas de 1987 por la circunscripción electoral de Valencia. 
Cabe destacar que como diputado en las Cortes Valencianas, ejerció de Vocal en las Comisiones Parlamentarias de Industria, Comercio y Turismo; de Investigación y Seguimiento del proceso de expropiación y recolocación del pueblo de Gabarda; y de la Comisión de Investigación sobre la adjudicación de las emisoras de frecuencia modulada (FM).
En las Elecciones Municipales Españolas de 1995 fue elegido como nuevo Alcalde de su pueblo natal "Utiel".
A las siguientes Elecciones Municipales de 1999, no consiguió renovar el cargo de alcalde, pero sin embargo se mantuvo como regidor durante la nueva legislatura en el consistorio utielano.
Durante esa época, además de su labor dentro del ayuntamiento, fue nombrado como asesor del Grupo Socialista en la Federación Valenciana de Municipios y Provincias (FVMP).
El 5 de noviembre de 2001 padeció un aneurisma mientras viajaba en su coche hacia Valencia y eso le provocó que tuviera un accidente de tráfico a la altura del municipio de Siete Aguas.
De inmediato lo llevaron al Hospital General de Requena, pero debido al estado muy grave en el que se encontraba, tuvo que ser trasladado al Hospital General Universitario de Valencia donde falleció al día siguiente.